# Pál Szily
Pál von Szily (* 16. Mai 1878 in Budapest, Österreich-Ungarn; † 18. August 1945 in Mosonmagyaróvár) war ein ungarischer Mediziner und Chemiker. Er spielte eine Rolle in der Einführung der pH-Skala.

## Leben
Pál von Szily kam aus einer Arztfamilie, sein Vater Adolf Szily war Augenarzt und Direktor des jüdischen Hospitals in Budapest. Er studierte ab 1896 Medizin an der Universität Budapest und wurde 1902 zum Dr. med. promoviert. Seit 1901 war er Assistent am Institut für Physiologie in Budapest und ab 1905 war er an der Chirurgischen Klinik. Ab 1909 leitete er das serologische und bakteriologische Labor am jüdischen Krankenhaus in Budapest. Dort kam es zu einer Zusammenarbeit mit Paul Ehrlich, da er die Einführung von Salvarsan begleitete und darüber mit Ehrlich korrespondierte. Im Ersten Weltkrieg war er als Epidemiologe mit der Bekämpfung von Typhus und Pferdeseuchen (Pferdegrippe) befasst. Nach dem Ersten Weltkrieg befasste er sich mit Chemotherapie und Protein-Therapie, hatte eine eigene Arztpraxis in Budapest und wirkte ab 1928 in Mosonmagyaróvár als Urologe. 1944 wurde er als Jude von den Nationalsozialisten verhaftet und in ein Lager bei Győr gebracht. Er überlebte dies zwar (dank seiner beruflichen Kontakte gelang es ihm in den letzten Kriegstagen in Ungarn vor der Deportation nach Deutschland zu entkommen) und kehrte in seinen Wohnort zurück, starb aber bald darauf an den Folgen des Lageraufenthalts (unzureichende Versorgung mit Medikamenten, er war Diabetiker).
Sein Bruder  Aurel von Szily (1880–1945) war ein bekannter Augenarzt und Professor in Münster und Budapest.

## Werk
Seine Experimente über Wasserstoffionenkonzentration und Säure-Base-Indikatoren unternahm er als Assistent am Physiologischen Institut in Budapest ab 1901. Physiologen waren besonders an der Messung der Säurestärke interessiert, da auch kleine Änderungen im pH-Wert etwa im Blut große Auswirkungen haben können. Unter anderem suchte er nach Indikatoren und stellte Pufferlösungen her, was schließlich zur Einführung der pH-Skala durch Søren Sørensen 1909 beitrug. Szily veröffentlichte dazu 1903 in Ungarisch (Titel in deutscher Übersetzung: Anwendung von Indikatoren in der Bestimmung der Reaktion tierischer Flüssigkeiten, Orvosi Hetilap, Band 45, 1903, S. 509–518). Eine Bestimmung der Wasserstoffionenkonzentration mit Titrimetrie war im Blutserum nicht möglich und Szily kam auf die Idee Indikatoren zu benutzen und es gelang ihm eine Skala mit Hilfe von sieben Indikatoren aufzustellen. Dabei entdeckte er auch die Puffereigenschaft von Blutserum. 1903 hielt Szily Vorträge vor der Physiologischen Gesellschaft in Berlin und setzte seine Untersuchung mit Unterstützung von Hans Wilhelm Carl Friedenthal an der Universität Berlin fort, wobei Friedenthal ebenfalls in dieser Richtung forschte. Dort erfand Szily auch künstlich hergestellte Pufferlösungen (verschiedene Phosphatlösungen) für die Verwendung von Indikatoren.
Von ihm stammen etwa 30 wissenschaftliche Veröffentlichungen. Als Mediziner publizierte er vor allem in der Wiener Medizinischen Wochenschrift und der Berliner Klinischen Wochenschrift.